# René Girard (futbolista)
René Girard   (Vauvèrd, 4 d'abril de 1954) és un exfutbolista francès.

## Selecció de França
Va formar part de l'equip francès a la Copa del Món de 1982. Un cop retirat fou entrenador de clubs com Nimes, Strasbourg, Montpeller, Lille o Nantes.